# 212
| 212                |
| ------------------ |
| Dødsfald - Fødsler |
|                    |

| Gregoriansk kalender | 212 CCXII               |
| Ab urbe condita      | 965                     |
| Armensk kalender     | I/T                     |
| Kinesiske kalender   | 2908 – 2909 辛卯 – 壬辰 |
| Etiopisk kalender    | 204 – 205               |
| Jødisk kalender      | 3972 – 3973             |
| Hindukalendere       |                         |
| - Vikram Samvat      | 267 – 268               |
| - Shaka Samvat       | 134 – 135               |
| - Kali Yuga          | 3313 – 3314             |
| Iransk kalender      | 410 BP – 409 BP         |
| Islamisk kalender    | 423 BH – 422 BH         |

Se også 212 (tal)

## Begivenheder
- Med loven Constitutio Antoniniana giver kejser Caracalla alle frie mænd i riget romersk borgerskab.